# Cal Trabal
|  | Per a altres significats, vegeu «Cal Trabal (desambiguació)». |

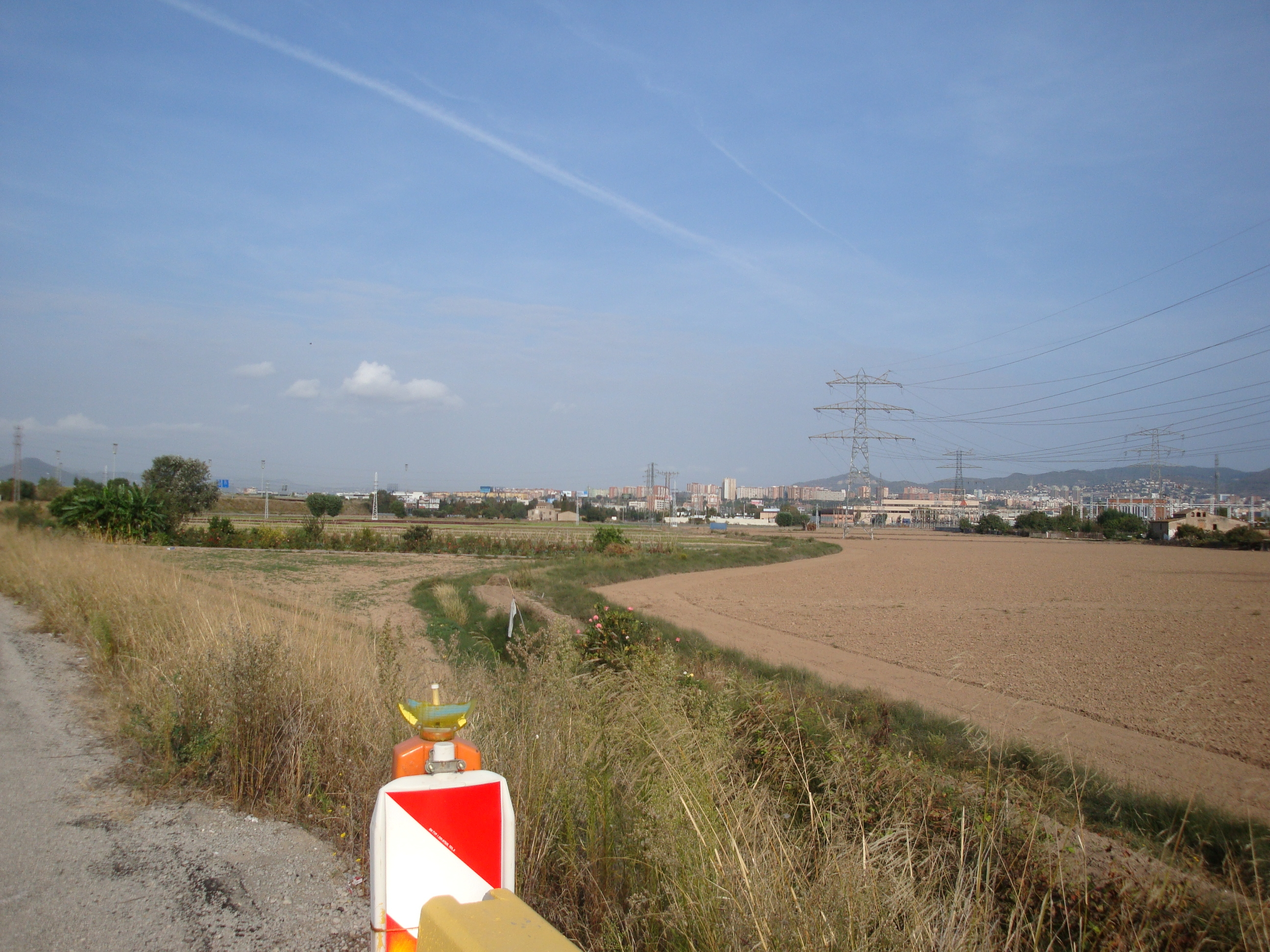
Terrenys de Cal Trabal, vist des del sud. A la dreta, Cal Masover Nou; al fons, la masia de Cal Trabal

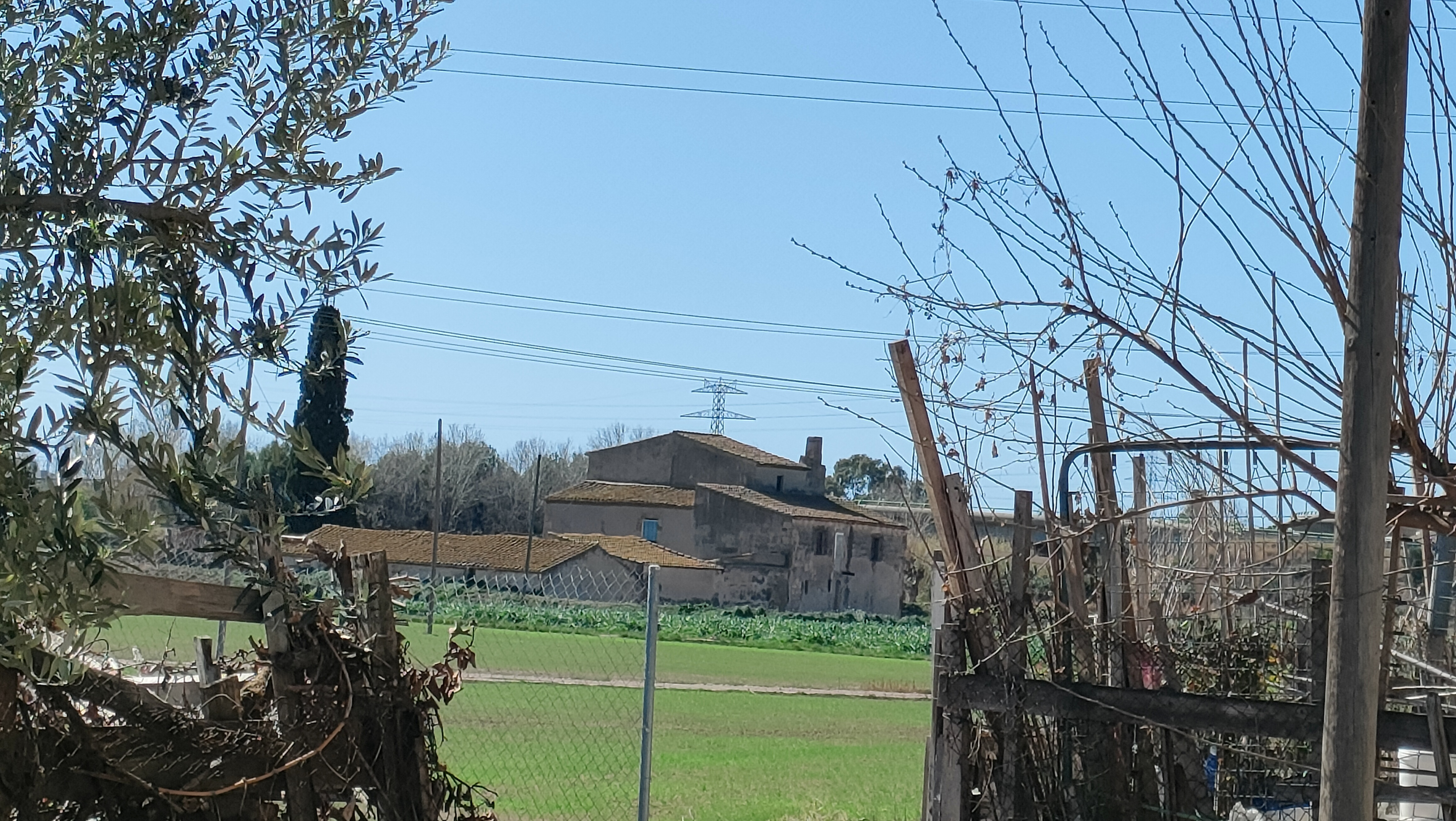
Cal Trabal

Cal Trabal és un àmbit que abraça 40,2 ha de terreny agrícola, just en el límit sud-oest de la ciutat de l'Hospitalet de Llobregat. La seva delimitació està marcada per la zona industrial de la Carretera del Mig al nord-oest; la Gran Via, al sud; l'autovia A-2, a l'oest; i l'hospital de Bellvitge, a l'est. Aquest sector està qualificat, pel Pla General Metropolità (PGM) de 1976, com a zona verda (clau 6c) en la seva majoria; i compta amb importants valors patrimonials —com les masies de Cal Trabal (de les quals pren nom la zona), Ca l'Esquerrer i Cal Masover Nou—, paisatgístics i naturals. I és la darrera zona agrícola de l'Hospitalet, regada amb aigües provinents del Canal de la Infanta, mitjançant les séquies de la Feixa Llarga i de Vora el Riu. El sector està parcialment edificat en la part nord, on figuren, entre altres: la deixalleria municipal, el parc de sanejament i una subestació elèctrica de FECSA. Entre els anys 2008 i 2010, des de l'Ajuntament es va planejar la urbanització de la zona.